# 荒川大三朗
荒川 大三朗（あらかわ だいざぶろう、1月5日 - ）は、日本の俳優。東京都出身。以前は荒川大三郎として演劇集団 円に所属していた。
旧芸名は荒川大三郎。

## 出演作品

### テレビドラマ
- 高校生レストラン
- 家政夫のミタゾノ
  - 第3シリーズ 第6話（2019年5月24日） - 峯田院長
  - 第5シリーズ 第3話（2022年5月6日） - 田島 役
- 映像研には手を出すな! - 板前
- TOKYO MER〜走る緊急救命室〜 第1話（2021年7月4日、TBS） - 上野誠 役
- DCU 第3話（2022年1月30日、TBS）
- 愛しい嘘〜優しい闇〜 第6話（2022年2月18日、テレビ朝日） - マンション管理人 役
- まどか26歳、研修医やってます! 第8話（2025年3月11日、TBS） - 居酒屋の大将 役[3]

### 映画
- 劇場版 米寿の伝言（2025年5月10日）[4]

### アニメ
- ももへの手紙（宮浦カズオ）
- リングにかけろ1（武智・高知）

### ゲーム
- メタルギアソリッド ピースウォーカー（兵士）

### 吹き替え
- WITHOUT A TRACE/FBI 失踪者を追え!（リッチー）
- 警察署長 ジェッシィ・ストーンシリーズ（ルーサー・スーツ・シンプソン〈コール・サダス〉）
  - 警察署長ジェッシイ・ストーン 訣別の海
  - 警察署長 ジェッシイ・ストーン 湖水に消える
  - 警察署長 ジェッシイ・ストーン 暗夜を渉る
  - 警察署長 ジェッシイ・ストーン 4番目の真実
- ストーン・コールド -影に潜む-（スーツ）
- ワンダフルデイズ（ティポン）

### ラジオドラマ
- 青春アドベンチャー（NHK-FM）
  - 「山のスケッチブック」（2025年6月30日 - 2025年7月4日）
    - 第4回『今夜が山田』（2025年7月3日）[5] - ヤマトの父 役

### 舞台
- 妻の感覚（2024年8月12日 - 18日、東演パラータ）[6]
- 1925→2025（2025年1月7日 - 13日、吉祥寺シアター）[7]